# NGC 742
NGC 742 (другие обозначения — MCG 1-6-4, ZWG 413.9, VV 175, Z 0153.9+0523, PGC 7264) — галактика в созвездии Рыбы.
Этот объект входит в число перечисленных в оригинальной редакции «Нового общего каталога».
Является членом группы галактик NGC 741. NGC 742 соединена с NGC 741 одной из узких видимых только в рентгеновском диапазоне «нитей» (шириной менее 1 килопарсека), которые видны во всей группе.